# Душан Крајгер
Душан Крајгер Југ (Света Тројица, 10. фебруар 1908 — Добровље, 15. јун 1943), учесник Народноослободилачке борбе и народни херој Југославије.

## Биографија
Душан Крајгер рођен је 10. фебруара 1908. године у Светој Тројици, у крају Словенске горице. Био је син познатог словеначког писца Алојза Крајгера и брат Бориса Крајгера. После завршене гимназије, Душан се уписао на Правни факултет у Љубљани и укључио у револуционарни студентски покрет. Још већу политичку активност је показао као адвокатски приправник у Цељу, где је учествовао у револуционарном радничком покрету. У Комунистичку партију Југославије примљен је 1937. године, а ускоро је постао и члан Окружног комитета Комунистичке партије Словеније за Цеље.
Због његовог непрекидног рада у партијским организацијама и због иступања у акцијама које је организовао као члан Окружног комитета КП Словеније, полиција је почела да га прогања. Године 1940. повукао се у илегалност. Тада га је Централни комитет КП Словеније позвао у Љубљану и поверио му одговорне задатке у илегалној партијској техници, која је тада била све активнија. У Љубљани је Душан првобитно руководио првом илегалном партијском штампаријом у којој су штампани „Дело“, леци и брошуре.
Крајем 1940. године, почео је да води партијску штампарију у Садињој Васи код Љубљане, која се звала „Тискарна људске правице“. У тој штампарији је штампано више бројева „Људске правице“, два броја „Дела“, сав материјал с Пете земаљске конференције КПЈ, број „Пролетера“ за Централни комитет КПЈ и много летака.
Првих дана окупације Југославије, Душан је постао вођа Партијске, односно Централне технике. Посебно је био одговоран за градњу илегалних штампарија. Нашао је просторију и са сарадницима изградио прву ратну подземну штампарију на периферији Љубљане, која је названа „Подморница“. Делатност „Подморнице“ је била велика, па је од тамо изашло више бројева „Дела“, „Освободилне фронте“, знатан број брошура, песничка збирка „Превихаримо вихарје“, хиљаде летака који су растурани диљем Словеније и 10.000 фотографија палих бораца Славка Шландера и Љубе Шерцера. Друга штампарија, коју је Душан организовао у самом центру Љубљане, била је штампарија „Тунел“ и за њу је Душан изабрао кадрове и непрекидно сарађивао с њима.
Године 1942. Душан је послан на ослобођену територију, па је и тамо организовао нове штампарије и пунктове технике, посебно око Кочевја. Октобра 1942. године, Централни комитет КП Словеније га је, као прекаљеног, политички изграђеног комуниста и доброг учитеља, послао с веома поверљивим задацима у Штајерску. У Штајерској је терор окупатора био најсвирепији, па је стога и политички рад био најтежи. Душан је именован за заменика политичког комесара Четврте оперативне зоне и за члана Покрајинског комитета КП Словеније за Штајерску.
Кад су Немци 15. јуна 1943. године напали штаб Четврте оперативне зоне, који је тада био на Добровљама, рафал је погодио партизанку Веру Шландер. Душан је прискочио да је повуче у заклон, али је при томе и сам био смртно рањен.
Одлуком Президијума Народне скупштине Федеративне Народне Републике Југославије, 20. децембра 1951. године, проглашен је за народног хероја.